# Deborah Birx
Deborah Leah Birx (New York, 4 aprile 1956) è un medico, immunologo e diplomatica statunitense specializzato in immunologia dell'HIV / AIDS, ricerca sui vaccini e salute mondiale..
Dal 27 febbraio 2020 al 20 gennaio 2021 è stata "Coronavirus Response Coordinator" per la Task force del Coronavirus per la Casa Bianca all’interno dell'amministrazione Trump.
Dal 2014 al 2020 è stata inoltre Ambasciatrice Straordinaria e Coordinatrice Globale dell'AIDS degli Stati Uniti, dove è stata responsabile del programma di emergenza del Presidente per il soccorso dell'AIDS (PEPFAR) in 65 paesi che sostengono i programmi di cura e prevenzione dell'HIV/AIDS.

## Biografia
Birx è nata in Pennsylvania. È la figlia di Donald Birx, un matematico e ingegnere elettrico, e Adele Sparks Birx, un istruttore infermieristico. Il suo defunto fratello Danny era un esperto scienziato che ha fondato una società di ricerca, e suo fratello maggiore, Don Birx, è presidente della Plymouth State University .
Nel 1976, la Birx ha conseguito una laurea in chimica presso l'Houghton College, completando i suoi studi universitari in soli due anni. Nel 1980, Birx ha conseguito una laurea in medicina (M.D. degree) presso l'Hershey Medical Center della Università della Pennsylvania.

## Carriera
Dal 1980 al 1994, Birx è stata un ufficiale di riserva di servizio attivo nell'esercito degli Stati Uniti. Dal 1994 al 2008, Birx era attiva nell'esercito regolare, ottenendo il grado di colonnello.
Dal 1980 al 1989, Birx ha lavorato come medico presso il Walter Reed Army Medical Center.  Nel 1981, Birx completò uno stage di un anno e fece una residenza di due anni in medicina interna. Dal 1983 al 1986, ha completato due borse di studio in immunologia clinica nelle aree di allergie e diagnostica, dove ha lavorato nel laboratorio di Anthony Fauci. Dal 1985 al 1989, Birx è stata vicedirettrice del Servizio allergie / immunologia di Walter Reed. Birx ha iniziato la sua carriera come medico specializzato in immunologia, concentrandosi infine sulla ricerca sui vaccini contro l'HIV / AIDS.
Dal 1986 al 1989, Birx ha lavorato presso il National Institutes of Health come investigatrice specializzata in immunologia cellulare.
Birx tornò a Walter Reed, dove dal 1989 al 1995 lavorò nel Dipartimento di Ricerca Retrovirale, prima come assistente capo e poi capo divisione. È stata direttrice di laboratorio per lo sviluppo di vaccini contro l'HIV-1 per un anno. Birx è diventata direttrice del Programma di Ricerca Militare sull'HIV degli Stati Uniti presso il Walter Reed Army Institute of Research, incarico che ha ricoperto per nove anni, dal 1996 al 2005. In quella posizione, Birx ha condotto la sperimentazione clinica sul vaccino contro l'HIV denominato RV 144, la prima prova a sostegno di qualsiasi vaccino efficace nel ridurre il rischio di contrarre l'HIV.

### Centro per la prevenzione e il controllo delle malattie (CDC)
Dal 2005 al 2014, al Centro per il controllo delle malattie, Birx è stata direttrice della divisione per la prevenzione dell'HIV / AIDS globale (DGHA), parte dell'agenzia Center for Global Health.

### Piano di emergenza del Presidente per la riduzione dell'AIDS
Nel gennaio 2014, il presidente Barack Obama ha nominato Birx ambasciatrice speciale e U.S. Global AIDS Coordinator nell'ambito del Programma di Emergenza del Presidente per il Soccorso dell'AIDS (PEPFAR).
Il 4 aprile 2014, Birx è stata confermata dal Senato . Ha descritto il suo ruolo di ambasciatrice per aiutare a raggiungere gli obiettivi di prevenzione e cura dell'HIV stabiliti da Obama nel 2015 per porre fine all'epidemia di AIDS entro il 2030. Il suo ruolo si è concentrato sulle aree dell'immunologia dell'HIV / AIDS, sulla ricerca sui vaccini e sui problemi di salute globali relativi all'HIV / AIDS. Come parte del suo lavoro con la prevenzione dell'HIV, Birx ha creato un programma chiamato DREAMS (Determinato, Resistente, Potenziato, senza AIDS, Monitorato e Sicuro), un partenariato pubblico-privato focalizzato sulla riduzione dei tassi di infezione nelle popolazioni adolescenti.

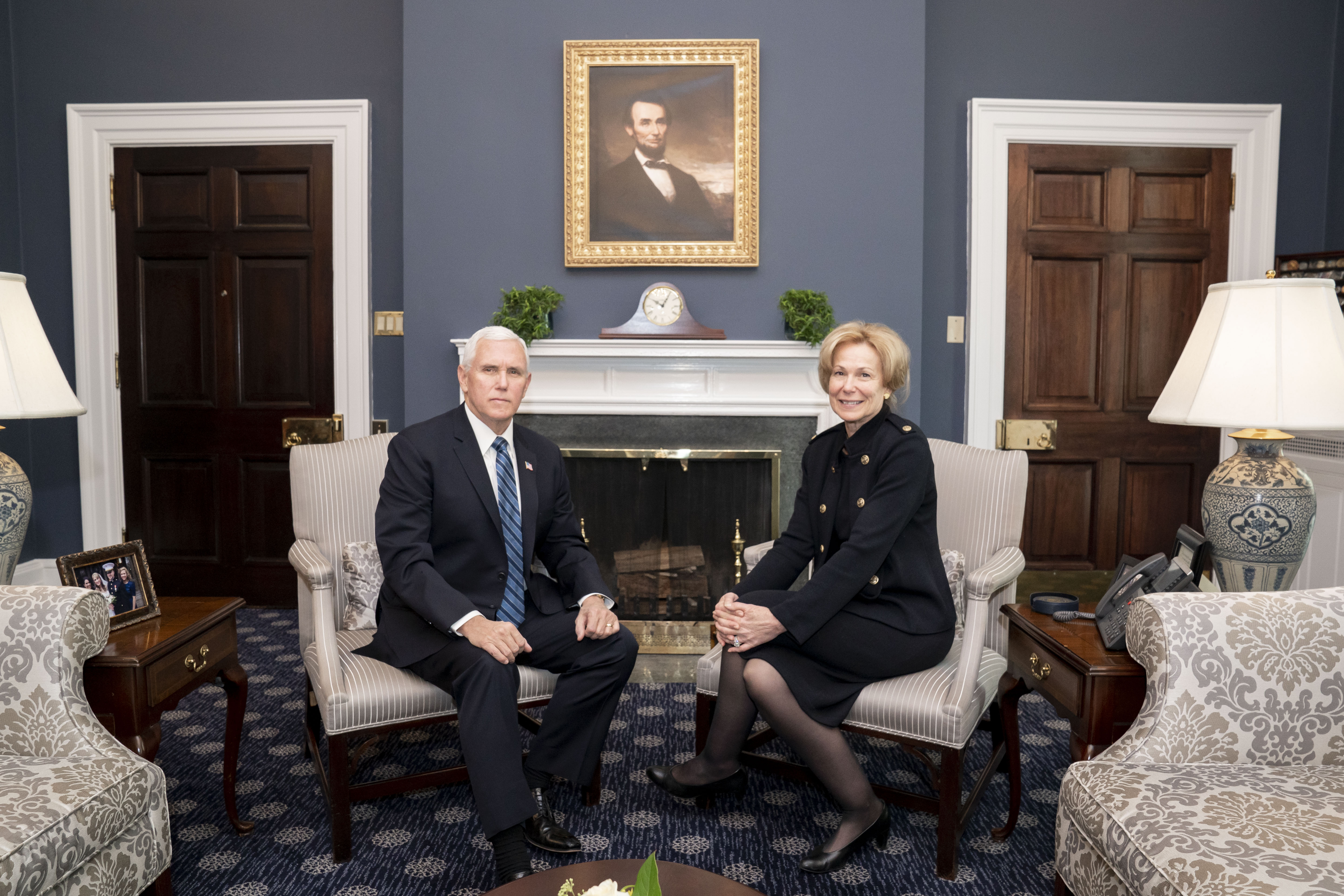
Deborah Birx con il vicepresidente Mike Pence nel marzo 2020

### White House Coronavirus Task Force
Il 27 febbraio 2020, il vicepresidente Mike Pence ha nominato Birx come coordinatore della risposta al Coronavirus della Casa Bianca. Come parte di questo ruolo, Birx riferisce a Pence sulla Task Force del Coronavirus della Casa Bianca .

### George W. Bush Institute
Nel marzo 2021, Birx è entrata a far parte del George W. Bush Institute di Dallas, in Texas, come senior fellow, lavorando a iniziative per ridurre le disparità di salute e prepararsi a future pandemie.

## Vita privata
Birx vive con i suoi genitori, il marito e la famiglia di una delle sue figlie in una casa multigenerazionale. Il marito di Birx, Paige Reffe, è un avvocato che ha ricoperto ruoli manageriali nelle amministrazioni di Carter, Reagan, e Clinton.

## Premi e onorificenze
- 1989: Dipartimento della Difesa degli Stati Uniti, Legion of Merit[27]
- 1991: Dipartimento della Difesa degli Stati Uniti, Medaglia al servizio meritorio, vaccino ricombinante gp160[28]
- 2008: Consiglio esecutivo federale, direttore eccezionale
- 2011: African Society for Laboratory Medicine, ASLM Lifetime Achievement Award[29]
- 2014: Centri per il controllo e la prevenzione delle malattie, William C. Watson, Jr. Medal of Excellence[11]